# East Hampshire
East Hampshire es un distrito no metropolitano del condado de Hampshire (Inglaterra).

## Geografía
Según la Oficina Nacional de Estadística británica, East Hampshire tiene una superficie de 514,44 km².

## Demografía
Según el censo de 2001, East Hampshire tenía 109 274 habitantes (49,17% varones, 50,83% mujeres) y una densidad de población de 212,41 hab/km². El 20,41% eran menores de 16 años, el 71,98% tenían entre 16 y 74, y el 7,61% eran mayores de 74. La media de edad era de 39,48 años. 
Según su grupo étnico, el 98,35% de los habitantes eran blancos, el 0,65% mestizos, el 0,4% asiáticos, el 0,19% negros, el 0,23% chinos, y el 0,18% de cualquier otro. La mayor parte (93,48%) eran originarios del Reino Unido. El resto de países europeos englobaban al 2,79% de la población, mientras que el 1,09% había nacido en África, el 1,42% en Asia, el 0,63% en América del Norte, el 0,13% en América del Sur, el 0,43% en Oceanía, y el 0,02% en cualquier otro lugar. El cristianismo era profesado por el 77,03%, el budismo por el 0,21%, el hinduismo por el 0,13%, el judaísmo por el 0,16%, el islam por el 0,25%, el sijismo por el 0,03%, y cualquier otra religión por el 0,34%. El 15,36% no eran religiosos y el 6,5% no marcaron ninguna opción en el censo.
El 39,41% de los habitantes estaban solteros, el 46,73% casados, el 1,73% separados, el 5,96% divorciados y el 6,18% viudos. Había 43 625 hogares con residentes, de los cuales el 24,8% estaban habitados por una sola persona, el 7,62% por padres solteros con o sin hijos dependientes, el 65,65% por parejas (57,54% casadas, 8,1% sin casar) con o sin hijos dependientes, y el 1,94% por múltiples personas. Además, había 1160 hogares sin ocupar y 203 eran alojamientos vacacionales o segundas residencias.